# Seinen
| Seinen |
| --- |
| Futabashas huvudkontor i Shinjuku. Förlaget lanserade 1967 Manga Action, den första rena seinentidningen. - Betydelse – målgruppskategori inom manga - Inriktning – manlig läsekrets av äldre ungdomar eller yngre vuxna - Karaktär – ofta en hög grad av realism - Bakgrund – Manga Action (1967–), med inspiration från gekiga - Exempel – Ghost in the Shell, Maison Ikkoku, Planetes |

Seinen (japanska: 青年漫画, 'manga för ungdom') är manga som riktar sig till en manlig läsekrets av äldre ungdomar eller yngre vuxna ("unga män"). Beteckningen syftar inte på en viss typ av innehåll utan endast på målgruppsinriktning, och den härrör från den japanska, strikt målgruppsanpassade serietidningsmarknaden. 
Seinen är först och främst en term kopplad till tidningsproduktionen av manga. Den används dock ofta även ihop med anime baserade på dessa serier eller med samma målgrupp.

## Stil och målgrupp
Handlingen inom seinen är ofta djupare och seriefigurerna mer komplicerade än i shōnen (för pojkar). Den ska även skiljas från shōjo (för flickor), seijin och redisu (för vuxna män respektive kvinnor, ofta med erotiskt innehåll) och josei (för en kvinnlig publik av äldre ungdomar eller yngre vuxna). Till skillnad från shōjo-berättelser karaktäriseras historier inom seinen oftast av en större realism.
Termen seinen är vag, och tidningarna kunde under 1990-talet rikta sig mot läsare på mellan 15 och 40 års ålder; ibland har termens vaghet kopplats samman med den med åren åldrande snittåldern bland serieläsarna. Redan i mitten av 1990-talet marknadsfördes flera av de största japanska serietidningarna som seinentidningar, inklusive Shōgakukans Big Comic, Big Comic Original och Big Comic Spirits. Dessa hade då upplagor på cirka 1,5 miljoner vardera.

## Historik

### Bakgrund
Den japanska serietidningsproduktionen riktad till vuxna läsare började utvecklas i slutet av 1950-talet via gekiga och dess mer realistiska teckningar och större inriktning på sociala frågor. På 1960-talet, när den första efterkrigsgenerationen bland serieläsarna började bli vuxna, hämtade de stora serieförlagen talanger från gekigarörelsen. Gekigatecknarna hade dessförinnan varit hänvisade till den främst Osakabaserade lånetidningsmarknaden (kashibonya), som så dags hade minskat i betydelse. På de stora förlagens tidningar kom de här serieskaparna nu att producera en ny typ av serier, som kombinerade den ungdomliga eskapismen från shōnen med det vuxnare innehållet och mer detaljerade teckningarna från gekiga. Resultatet hade drag av pulplitteratur, och det var både våldsamt och sexuellt utmanande.

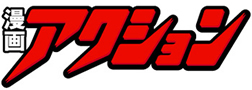
Manga Action lanserades 1967 – tillsammans med serien Lupin III – som den första renodlade seinentidningen.

Redan i början av 1960-talet hade shōnentidningar riktade mot tonåringar börjat dyka upp, med Shōgakukans Boy's Life som exempel. Den första rena seinentidningen var dock Manga Action (Futabasha, 1967–), lanserad ihop med serien Lupin III av Monkey Punch. Andra stora förlag anammade det nya konceptet nästan omgående, inklusive Shōnen Gahōsha (Young Comic, 1967–), Akita Shoten (Play Comic, 1968–) och Shōgakukan (Big Comic, 1968–).
Framgångarna för de nya seinentidningarna påverkade också shōnenproduktionen, som successivt också började gå längre i beskrivningarna av våld och "vuxna" teman. Endast en av shōnentitlarna – Shūkan Shōnen Jump – höll hårt på sin tidigare inriktning, och därmed kom man inom kort att bli dominerande på marknaden för rena pojkserietidningar.

### 1970- och 1980-talet
Snart expanderade seinenproduktionen till att inkludera nya genrer, som science fiction och pornografi/erotik. Den allmänna utvecklingen var dock mot att bli mer accepterade kulturellt och producera mer kulturellt acceptabla serier. Under 1980-talet kom ytterligare en ny våg av seinentidningar, riktade till den nu stora läsekretsen bland tjänstemän i medel- eller övre medelklassen.
En av de ledande titlarna i den här nya, mer sofistikerade utgivningen var Kōdanshas Shūkan Morning (1982–), men även konkurrerande Shōgakukans Big Comic och dess många avläggare hakade på trenden. Shōgakukan marknadsförde den nya inriktningen som "kvalitetsunderhållning som kan mäta sig väl med romaner och filmer". I genren finns dock en hel del action av olika slag och av olika kvalitet.

### Tre grupperingar
Från 1980-talet har tre huvudsakliga grupperingar kommit att utkristalliseras bland seinentidningarna. Dessa är de exklusiva, Young-tidningarna samt de otaku-orienterade tidningarna.
Exklusiv seinen
Japans mest respektabla serietidningar för en vuxen publik är Shōgakukans Big Comic-tidningar och Kōdanshas Shūkan Morning. Liknande seriematerial publiceras även i mer exklusiva livsstilstidningar riktade mot män, typ Shūkan Post och Shūkan Gendai. Ibland omnämns den här typen av seinenproduktion som dansei-manga efter ett teleskopord med betydelsen 'vuxna män', och målgruppen är medelålders män. Målgruppens intressen karaktäriserar också ämnena i serierna, där teman som mat, golf (och annan idrott), komedier och dramatik står högt i kurs. Detta efterliknar innehållet på "bästa sändningstid" på TV. Serieberättelserna räknas som mainstream-underhållning, även om de för en oinvigd västerlänning ibland kan ses som utmanande och ovanliga (inom seriernas värld). Målgruppsinriktningen för tidningarna syns också i annonseringen i tidningarna, där bilar, öl, tobak, handdatorer, musik, film och dejtningstjänster.
De här tidningarnas mer populära serier bearbetas ofta till TV-serier.
Young-tidningar

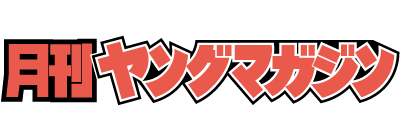
I Gekkan Young Magazine (ovan) lanserades 1989 Masamune Shirows SF-serie Kōkaku kidōtai (internationellt känd som Ghost in the Shell).

Grövre och mer opolerad underhållning presenteras i Young-tidningarna, betitlade efter att de ofta har engelskans ord för ung som del av titeln (exempel: Young Jump, Young Sunday och Gekkan Young Magazine). Målgruppen är unga män runt eller drygt 20 års ålder. De minst polerade i genren, inklusive Men's Young (Futabasha, 1995–) och Comic Kairakuten (Wani Books), kan bäst karaktäriseras som porrserietidningar; storbröstade kvinnor i både fotograferad och tecknad form poserar flitigt även på tidningsomslagen, och utvikningsmaterial med eller utan bikini finns ofta inuti tidningen.
Själva serierna i de här tidningarna kretsar ofta kring teman som idrott, kriminalitet, rå humor och nervösa nördar som hamnar i sexuella situationer. Annonseringen handlar ofta om TV-spel, bilar, träningsutrustning och hudvårdsprodukter.
Otaku-tidningar
Begreppet otaku-tidningar syftar på seinentidningar som inriktar sig på specifika teman. Här finns Ultra Jump (science fiction och fantasy), Young King Ours (med stora vapen och krigsinriktning) och Comic Birz (skräck och mörk fantasy). Den kanske mest kända av de här nichetidningarna är Gekkan Afternoon, som grundades 1987 som en mer specialiserad systertidning till Shūkan Morning.
Serierna i de här tidningarna tenderar ofta att ha mer animeinfluerade teckningar, och söta seriefigurer (se 'moe') spelar stor roll för presentationen. Annonseringen i "otakuserietidningar" är ofta kopplade till TV-spel, modellbyggsatser samt stora manga- och animebutiker och -kedjor.

## Exempel på seinenmanga
- Ghost in the Shell[2]
- Maison Ikkoku[2]
- Patlabor[2]
- Planetes[4]